# Hemsjö (norra delen)
Hemsjö (norra delen) är en bebyggelsen norr om Hemsjö i Hemsjö socken i Alingsås kommun, drygt en mil söder om Alingsås. 
Bebyggelsen var från 1995 till 2018 avgränsad till en småort för att 2018/2020 upphöra då det var för få boende i denna del. Vid avgränsningen 2023 avgränsades området som en del av tätorten Ingared